# Гуанфэн
Гуанфэ́н (кит. упр. 广丰, пиньинь Guǎngfēng) — район городского подчинения городского округа Шанжао провинции Цзянси (КНР).

## История
Во времена империи Тан в 758 году был создан уезд Юнфэн (永丰县). В 812 году он был присоединён к уезду Шанжао.
Во времена империи Сун в 1074 году уезд Юнфэн был создан вновь, а со времён империи Мин он стал входить в состав Гуансиньской управы. Во времена империи Цин в связи с тем, что в Цзианьской управе также имелся уезд Юнфэн, уезд Юнфэн Гуансиньской управы был в 1732 году переименован в Гуанфэн (广丰县).
После образования КНР в 1949 году был создан Специальный район Шанжао (上饶专区), и уезд вошёл в его состав. 8 октября 1952 года Специальный район Шанжао и Специальный район Фулян (浮梁专区) были объединены в Специальный район Интань (鹰潭专区). 6 декабря 1952 года власти специального района переехали из Интаня в Шанжао, и Специальный район Интань был переименован в Специальный район Шанжао.
В 1970 году Специальный район Шанжао был переименован в Округ Шанжао (上饶地区).
Постановлением Госсовета КНР от 23 июня 2000 года округ Шанжао был преобразован в городской округ.
Постановлением Госсовета КНР от 16 февраля 2015 года уезд Гуанфэн был преобразован в район городского подчинения.

## Административное деление
Район делится на 5 уличных комитетов, 15 посёлков и 3 волости.

## Экономика
Гуанфэн является крупным центром выращивания и переработки помело (особенно сорта «мацзя»). По состоянию на 2024 год плантации занимали более 13,3 тыс. га, а годовое производство достигало 205 тыс. тонн. Сектор помело приносил району более 3 млрд юаней (411 млн долл. США) и обеспечивал работой более 50 тыс. фермерских хозяйств. В Гуанфэне создан первый в Китае экспериментальный центр по исследованию генетических ресурсов помело. Район экспортирует не только свежие плоды, но и произведённые из помело чаи, джемы, косметические масла, ароматные подушки с запахом помело.